# 张霍村寺庙遗址
张霍村寺庙遗址，位于中国河北省邢台市张霍村，为邢台市任县的一个省级文物保护单位，类型为古遗址，公布时间为1982年7月23日。
张霍村寺庙遗址的历史年代为宋代。